# Andrew Bertie
Fra' Andrew Willoughby Ninian Bertie (Londra, 15 maggio 1929 – Roma, 7 febbraio 2008) è stato uno storico e religioso britannico, 78º Principe e Gran Maestro del Sovrano militare ordine di Malta.

## Biografia
Fra’ Andrew, discendente da una delle più nobili e illustri casate inglesi (quella del Conte di Abingdon), nacque a Londra il 15 maggio 1929, figlio di James Willoughby Bertie, ufficiale della Marina Reale Britannica in servizio attivo in ambedue le guerre mondiali, a sua volta figlio di Montagu Bertie, VII conte di Abingdon, e di Lady Jean Crichton-Stuart, figlia minore del IV Marchese di Bute. Era cugino di quarto grado della regina Elisabetta II, ma escluso dall'ordine di successione al trono perché discendente da Elizabeth Fitzclarence, figlia illegittima (benché riconosciuta) di Guglielmo IV d'Inghilterra.
Dopo l'educazione presso la scuola benedettina Ampleforth College nello Yorkshire, si laureò in storia moderna presso il Christ Church dell'Università di Oxford. Frequentò inoltre la Scuola di Studi Orientali e Africani dell'Università di Londra.
Prestò servizio militare presso le Guardie Scozzesi dal 1948 al 1950, diventandone ufficiale nel 1949.
Dopo una breve esperienza nel settore del commercio, insegnò lingue moderne per 23 anni alla Worth School, un liceo benedettino del Sussex.
Nel 1956 fu accolto nel Sovrano Militare Ordine di Malta, divenendo cavaliere d'obbedienza nel 1968 e cavaliere di giustizia nel 1975. Nel 1981 prese infine i voti perpetui, divenendone un membro religioso a tutti gli effetti; nello stesso anno iniziò a partecipare al governo dell'Ordine come componente del Sovrano Consiglio.
L'8 aprile 1988 fu eletto settantottesimo Principe e Gran Maestro del Sovrano militare ordine di Malta, primo britannico ad assurgere a tale carica. Come suo primo atto chiese da papa Giovanni Paolo II la ratifica dell'elezione – che ottenne l’11 aprile dello stesso anno – in quanto superiore religioso e sovrano dell'Ordine; come tale, il Papa gli riconobbe il rango di cardinale al pari del titolo e del trattamento di Altezza Eminentissima, spettante ai Gran Maestri dell'Ordine di Malta.
Morì a Roma nella tarda nottata del 7 febbraio 2008 a causa di un tumore. Le esequie si tennero il 16 febbraio nella basilica di Santa Sabina a Roma e furono presiedute dal cardinale Pio Laghi, patrono dell'Ordine. La salma fu poi sepolta nella chiesa di Santa Maria del Priorato, sull'Aventino. La solenne messa di requiem venne celebrata il 7 marzo successivo, nel trigesimo della scomparsa. Vi parteciparono capi di Stato e di governo e altre autorità, oltre a membri e volontari dell'Ordine provenienti da tutto il mondo.
Il 20 febbraio 2015 nella basilica di San Giovanni in Laterano si è tenuta la sessione di apertura dell’inchiesta diocesana per la causa di beatificazione e canonizzazione del Servo di Dio fra’ Andrew Bertie. L’atto solenne è stato presieduto dal cardinale Agostino Vallini, vicario del Papa per la diocesi di Roma. L’udienza è stata preceduta dalla Messa celebrata dal patrono dell’Ordine cardinale Raymond Leo Burke. Presenti il Gran Maestro, fra’ Matthew Festing, insieme alle più alte cariche internazionali e nazionali, ai familiari e a oltre mille membri e volontari giunti da varie parti del mondo.
Descritto come uomo d’intensa vita spirituale e profondamente convinto della necessità di rafforzare la rete di solidarietà internazionale, Andrew Bertie dedicò la sua vita alla preghiera e all’esercizio della carità onorando il suo alto ruolo sino alla morte.

## Ascendenza
|                                                                               |                                            |                                           | Genitori                                           |  |  | Nonni |  |  | Bisnonni                             |  |  | Trisnonni                           |  |
|                                                                               |                                            |                                           |                                                    |  |  |       |  |  | Montagu Bertie, VI conte di Abingdon |  |  | Montagu Bertie, V conte di Abingdon |  |
|                                                                               |                                            |                                           |                                                    |  |  |       |  |  | Montagu Bertie, VI conte di Abingdon |  |  | Montagu Bertie, V conte di Abingdon |  |
|                                                                               |                                            | Emily Gage                                |                                                    |  |  |       |  |  | Montagu Bertie, VI conte di Abingdon |  |  |                                     |  |
| Montagu Bertie, VII conte di Abingdon                                         |                                            |                                           |                                                    |  |  |       |  |  | Montagu Bertie, VI conte di Abingdon |  |  |                                     |  |
|                                                                               |                                            | Elizabeth Vernon-Harcourt                 | George Granville Vernon-Harcourt                   |  |  |       |  |  |                                      |  |  |                                     |  |
|                                                                               |                                            | Elizabeth Vernon-Harcourt                 | George Granville Vernon-Harcourt                   |  |  |       |  |  |                                      |  |  |                                     |  |
|                                                                               |                                            | Elizabeth Vernon-Harcourt                 | lady Elizabeth Bingham                             |  |  |       |  |  |                                      |  |  |                                     |  |
| hon. James Bertie                                                             |                                            | Elizabeth Vernon-Harcourt                 |                                                    |  |  |       |  |  |                                      |  |  |                                     |  |
|                                                                               |                                            | hon. James Charlemagne Dormer             | Joseph Dormer, XI barone Dormer                    |  |  |       |  |  |                                      |  |  |                                     |  |
|                                                                               |                                            | hon. James Charlemagne Dormer             | Joseph Dormer, XI barone Dormer                    |  |  |       |  |  |                                      |  |  |                                     |  |
|                                                                               |                                            | hon. James Charlemagne Dormer             | Elizabeth Anna Tichborne                           |  |  |       |  |  |                                      |  |  |                                     |  |
| Gwendoline Dormer                                                             |                                            | hon. James Charlemagne Dormer             |                                                    |  |  |       |  |  |                                      |  |  |                                     |  |
|                                                                               |                                            | Ella Alison                               | sir Archibald Alison, I baronetto                  |  |  |       |  |  |                                      |  |  |                                     |  |
|                                                                               |                                            | Ella Alison                               | sir Archibald Alison, I baronetto                  |  |  |       |  |  |                                      |  |  |                                     |  |
|                                                                               |                                            | Ella Alison                               | Elizabeth Glencairn Tytler                         |  |  |       |  |  |                                      |  |  |                                     |  |
| Andrew Bertie, principe e grande maestro del Sovrano Militare Ordine di Malta |                                            | Ella Alison                               |                                                    |  |  |       |  |  |                                      |  |  |                                     |  |
|                                                                               | John Crichton-Stuart, III marchese di Bute | John Crichton-Stuart, II marchese di Bute |                                                    |  |  |       |  |  |                                      |  |  |                                     |  |
|                                                                               | John Crichton-Stuart, III marchese di Bute | John Crichton-Stuart, II marchese di Bute |                                                    |  |  |       |  |  |                                      |  |  |                                     |  |
|                                                                               | John Crichton-Stuart, III marchese di Bute | lady Sophia Rawdon-Hastings               |                                                    |  |  |       |  |  |                                      |  |  |                                     |  |
| John Crichton-Stuart, IV marchese di Bute                                     | John Crichton-Stuart, III marchese di Bute |                                           |                                                    |  |  |       |  |  |                                      |  |  |                                     |  |
|                                                                               |                                            | hon. Gwendolen Fitzalan-Howard            | Edward Fitzalan-Howard, I barone Howard di Glossop |  |  |       |  |  |                                      |  |  |                                     |  |
|                                                                               |                                            | hon. Gwendolen Fitzalan-Howard            | Edward Fitzalan-Howard, I barone Howard di Glossop |  |  |       |  |  |                                      |  |  |                                     |  |
|                                                                               |                                            | hon. Gwendolen Fitzalan-Howard            | Augusta Talbot                                     |  |  |       |  |  |                                      |  |  |                                     |  |
| lady Jean Crichton-Stuart                                                     |                                            | hon. Gwendolen Fitzalan-Howard            |                                                    |  |  |       |  |  |                                      |  |  |                                     |  |
|                                                                               |                                            | sir Henry Bellingham, IV baronetto        | sir Alan Bellingham, III baronetto                 |  |  |       |  |  |                                      |  |  |                                     |  |
|                                                                               |                                            | sir Henry Bellingham, IV baronetto        | sir Alan Bellingham, III baronetto                 |  |  |       |  |  |                                      |  |  |                                     |  |
|                                                                               |                                            | sir Henry Bellingham, IV baronetto        | Elizabeth Clarke                                   |  |  |       |  |  |                                      |  |  |                                     |  |
| Augusta Bellingham                                                            |                                            | sir Henry Bellingham, IV baronetto        |                                                    |  |  |       |  |  |                                      |  |  |                                     |  |
|                                                                               |                                            | lady Constance Noel                       | Charles Noel, II conte di Gainsborough             |  |  |       |  |  |                                      |  |  |                                     |  |
|                                                                               |                                            | lady Constance Noel                       | Charles Noel, II conte di Gainsborough             |  |  |       |  |  |                                      |  |  |                                     |  |
|                                                                               |                                            | lady Constance Noel                       | lady Ida Hay                                       |  |  |       |  |  |                                      |  |  |                                     |  |
|                                                                               |                                            | lady Constance Noel                       |                                                    |  |  |       |  |  |                                      |  |  |                                     |  |